# Israhel van Meckenem der Ältere
Israhel van Meckenem (der Ältere) (* wohl um 1430 in Mechelen; † wohl nach 1466 in Bocholt) war ein niederrheinischer Kupferstecher und Goldschmied des 15. Jahrhunderts.
Er wurde wahrscheinlich in Mechelen geboren. Nachweisbar war er 1457/1461 in Bocholt und 1464/1466 in Bonn tätig. Er schuf die ältesten bekannten Ornamentstiche.
Durch ihre Herkunft aus Meckenheim im Rheinland führte die Familie des Künstlers den niederdeutschen Namen van Meckenem, von Meckenheim. Sein Sohn war Israhel van Meckenem der Jüngere. Er ist möglicherweise identisch mit dem bisher namentlich noch unbekannten niederrheinischen Kupferstecher Meister der Berliner Passion.